# Zavolžsk
Zavolžsk è una città della Russia europea centrale (oblast' di Ivanovo); appartiene amministrativamente al rajon Zavolžskij, del quale è il capoluogo.
Si trova nella parte nordorientale della oblast', sulla sponda sinistra del Volga di fronte alla città di Kinešma, 113 chilometri a nordest di Ivanovo.